# Josef Myslimír Ludvík
Josef Myslimír Ludvík (2. dubna 1796, Dolany u Jaroměře – 1. ledna 1856, Malá Skalice, dnes část České Skalice), první obrozenecký historik Náchodska, římskokatolický kněz a spisovatel.

## Život
Narodil se v Dolanech u Jaroměře číslo 4, v rodině zámožného rolníka. Studoval na benediktinském gymnáziu v Broumově (1808–1813), filozofii v Litomyšli a bohosloví v královéhradeckém semináři a v roce 1819 byl vysvěcen na kněze.
V roce 1820 se stal na 12 let náchodským zámeckým kaplanem. Zde zahájil literární tvorbu a hlavně historická studia v náchodském městském i zámeckém archivu. Byl ve styku s významnými osobnostmi české kultury a vlastenci. Pojilo ho přátelství s vlasteneckým knězem Josefem Regnerem Havlovickým, korespondoval s Boženou Němcovou.
Literární tvorba J. M. Ludvíka vedená v pedagogickém duchu byla uveřejňována v různých buditelských časopisech (Čechoslav, Poutník, Krok, Rozličnosti Pražských novin, Přítel mládeže, Věnec ze zpěvů, Květy, Časopis musejní a Školník). Roku 1831 se stal jedním ze zakladatelů Matice české pro povznesení českého jazyka a literatury.
Od roku 1824 vydal spisy: Chimanyho utěšenky pro dítky k ušlechtění srdce (1824), Věrná ryzka aneb stálost lásky (1825), Lafontainův Romulus, první král Římský (1827).
V roce 1833 byl J. M. Ludvík přeložen do Svatoňovic a od roku 1834 byl lokalistou ve Studnici, kde vzniklo jeho dílo Paměti duchovní osady Studnické.
Po propuknutí těžké jaterní choroby v roce 1846 byl v následujícím roce jmenován farářem na Boušíně. Tehdy byl také na faře přepaden a oloupen zlodějskou bandou Špetlů, která tehdy terorizovala Náchodsko. Když vrchnost nejevila dostatečnou vůli zločince zneškodnit, ujali se iniciativy postižení obyvatelé kraje, pochytali je, vyslýchali a nakonec několik z nich zabili. Zloději byli pohřbeni právě na Boušíně a tak farář Josef Myslimír Ludvík v boušínské matrice zemřelých napsal: »Běda, když netresce, kdo trestati má, pak musí trestati, kdo nemá!«
V říjnu 1848 odešel J. M. Ludvík na odpočinek s penzí 300 zlatých konvenční měny. Odstěhoval se do Malé Skalice, kde po úmrtí P. Františka Hurdálka (zakladatele Jiřinkových slavností, †1847) žil jako fundatista (duchovní ve výslužbě) a ve zdejší tzv. malé faře pak sestavoval své budoucí historické dílo Památky hradu, města a panství Náchoda, i vlastníkův jeho. Vydání Památek se už nedožil, zemřel po mrtvici v Malé Skalici (dnes část České Skalice) v noci 1. ledna 1856 a byl pochován na maloskalickém hřbitově. Redakce díla se ujal novoměstský děkan Jan Karel Rojek, který v témže roce vydal první díl jeho Památek. Druhý díl měl obsahovat historický místopis, ale protože rukopis zůstal nedokončen, ke knižnímu vydání nikdy nedošlo.

## Díla
- Památky hradu, města a panství Náchoda, i vlastníkův jeho. Hradci Králové: [s.n.], 1857. Dostupné online.
- Chimanyho utěšenky pro dítky k ušlechtění srdce. [s.l.]: [s.n.], 1824.
- Myslimír, po horách Krkonošských putující (Čechoslaw 1824). [s.l.]: [s.n.], 1824. Dostupné online.
- Bašta, strmiště v Saské Helvecii (Rozlíčnosti Pražských novin 1826). [s.l.]: [s.n.], 1825.
- Věrná ryzka aneb stálost lásky. [s.l.]: [s.n.], 1825.
- Lafontainův Romulus, první král Římský. [s.l.]: [s.n.], 1827.
- Paměti duchovní osady Studnické. [s.l.]: [s.n.]